# Puerta del Cambrón
La Puerta del Cambrón est une porte située dans le secteur ouest de la ville de Tolède, dans la région de Castille-La Manche. Également appelée auparavant "Porte des Juifs" ou "Porte de Saint Leocadia", on a spéculé sur la possibilité que le nom de la porte, del Cambrón, avait son origine dans la croissance d'un buisson d'épines ou d'une plante en haut des ruines de l'une des tours, avant la dernière reconstruction de la porte, en 1576.  L'édifice est catalogué comme Bien de Interés Cultural.

## Caractéristiques
De style Renaissance, la tour est coiffée de deux paires de tours et comprend deux arches, construites en pierre et en brique. Elle a été victime de deux rénovations au début des années 1570 et en 1576. Hernán González, Diego de Velasco et Juan Bautista Monegro auraient sculpté une figure de Leocadia dans la porte. La porte a été légèrement endommagée pendant la Guerre Civile espagnole.

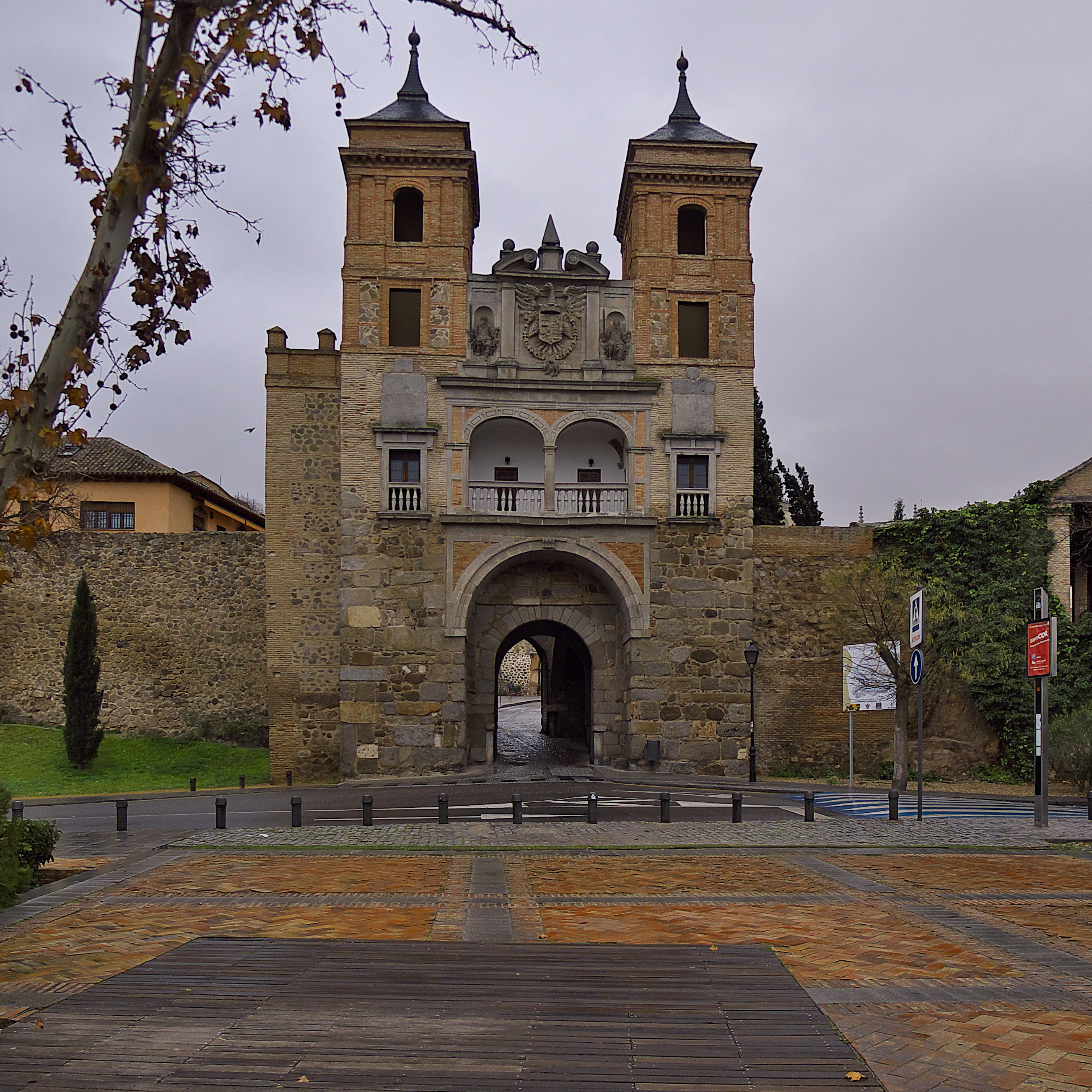
Nord-ouest de la façade
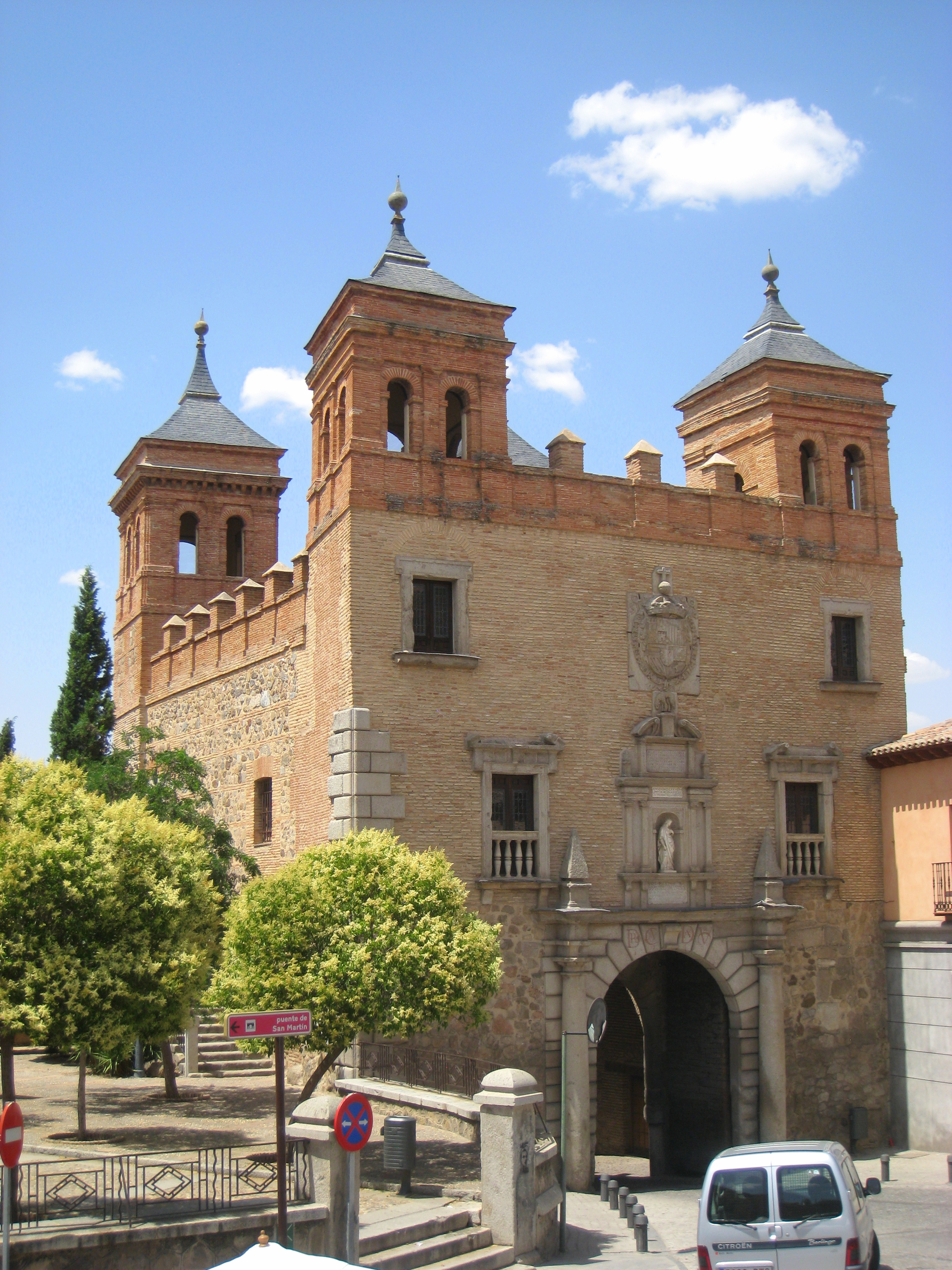
Vue générale de la porte, côté intérieur
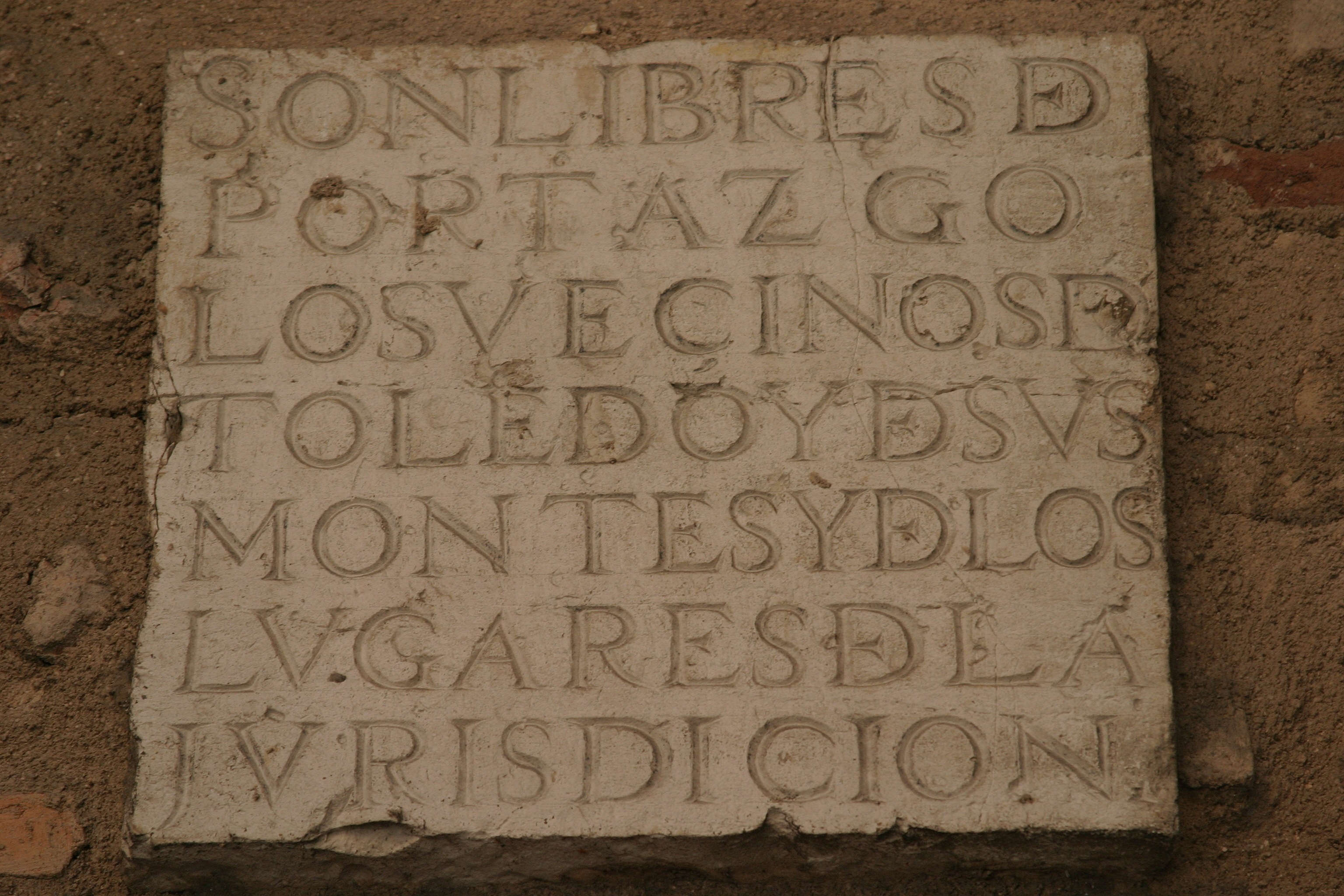
Inscription
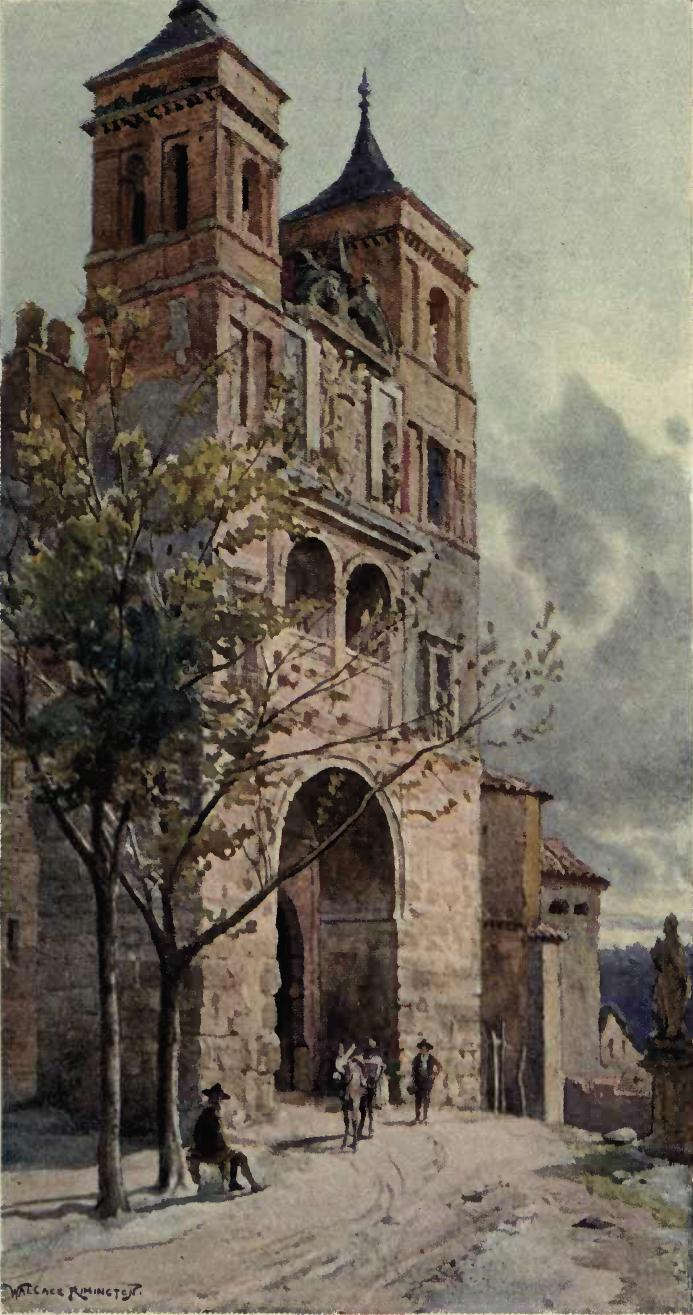
Illustration par A. Wallace Rimington (1909)